# Австралия на летних Олимпийских играх 1904
Австралия на летних Олимпийских играх 1904 была представлена двумя спортсменами в одном виде спорта, которые не выиграли ни одной медали.

## Результаты соревнований

### Лёгкая атлетика
| Соревнование           | Спортсмен        | Полуфинал  | Полуфинал | Финал      | Финал     |
| Соревнование           | Спортсмен        | Результат  | Место     | Результат  | Место     |
| ---------------------- | ---------------- | ---------- | --------- | ---------- | --------- |
| 110 метров с барьерами | Лесли Мак-Ферсон | неизвестен | 3-4       | не прошёл  | не прошёл |
| 110 метров с барьерами | Корри Гарднер    | неизвестен | 4         | не прошёл  | не прошёл |
| Прыжки в длину         | Корри Гарднер    |            |           | неизвестен | 7-10      |
| Прыжки в длину         | Лесли Мак-Ферсон |            |           | неизвестен | 7-10      |